# El Cuirassat Potemkin (cartell)
El cartell de la pel·lícula Cuirassat Potemkim fou creat per Alexandr Rodchenko el 1926, havent diverses versions per a la mateixa pel·lícula, El cuirassat Potemkin. El cartell exemplifica el treball i el compromís dels artistes soviètics amb el projecte polític subjacent a la Revolució Rusa d'octubre de 1917. Forma part de la col·lecció de l'Institut Valencià d'Art Modern.
Usant una figura romboide central amb el cuirassat, combina disseny gràfic i fotomuntatge per crear una imatge on el cuirassat és el protagonista principal. La imatge clara contrasta amb l'ús agressiu de la pintura, mentre que les línies diagonals també són un tret reconeixible de l'obra. També hi ha un cartell on la figura central és un mariner, amb el cuirassat al fons central.